# Maximilian Franz Thiel

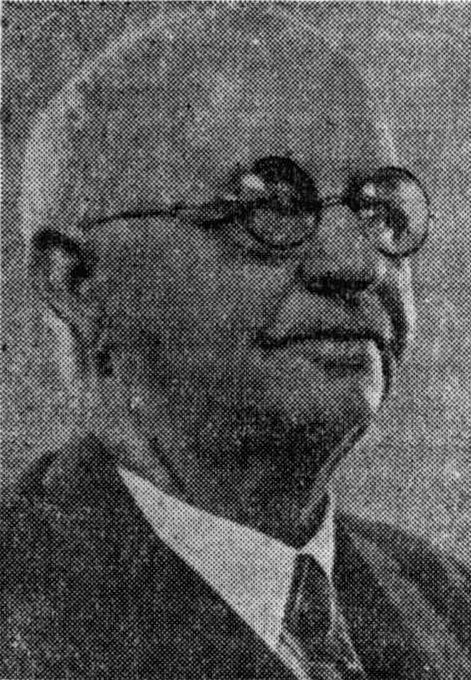
Max Thiel

Maximilian Franz Thiel, oft nur Max Thiel genannt, (* 12. Januar 1865 in München; † 16. Mai 1939 in Hamburg) war ein deutscher Handelsagent und ethnographischer Sammler.

## Lebenslauf
Thiel war der Sohn von Rosetta Albertina Hernsheim, der Schwester von Eduard und Franz Hernsheim, den Gründern von Hernsheim & Co. Sein Vater, Friedrich Thiel, war zunächst Seidenhändler in Kaiserslautern und Venedig, dann Herausgeber der Straßburger Zeitung in Straßburg und zuletzt Verlagsbuchhändler in Leipzig und Berlin. Von 1871 bis 1877 besuchte Maximilian Thiel das Lyzeum in Straßburg und danach das Nikolai-Gymnasium in Leipzig. Ab dem 16. Januar 1884 lebte er gemeinsam mit Franz Hernsheim auf Jaluit (Marshallinseln) und war dort für die Handelsgesellschaft tätig. 1886 ging er zu Eduard Hernsheim nach Deutsch-Neuguinea, wo er auf Matupi bei Rabaul und im Bismarck-Archipel lebte. Ab 1892 wurde er Teilhaber von Hernsheim & Co und spätestens ab 1903 Geschäftsführer. Ab 1907 war er auch norwegischer Konsul in Deutsch-Neuguinea und gehörte dem Gouverneursrat an.

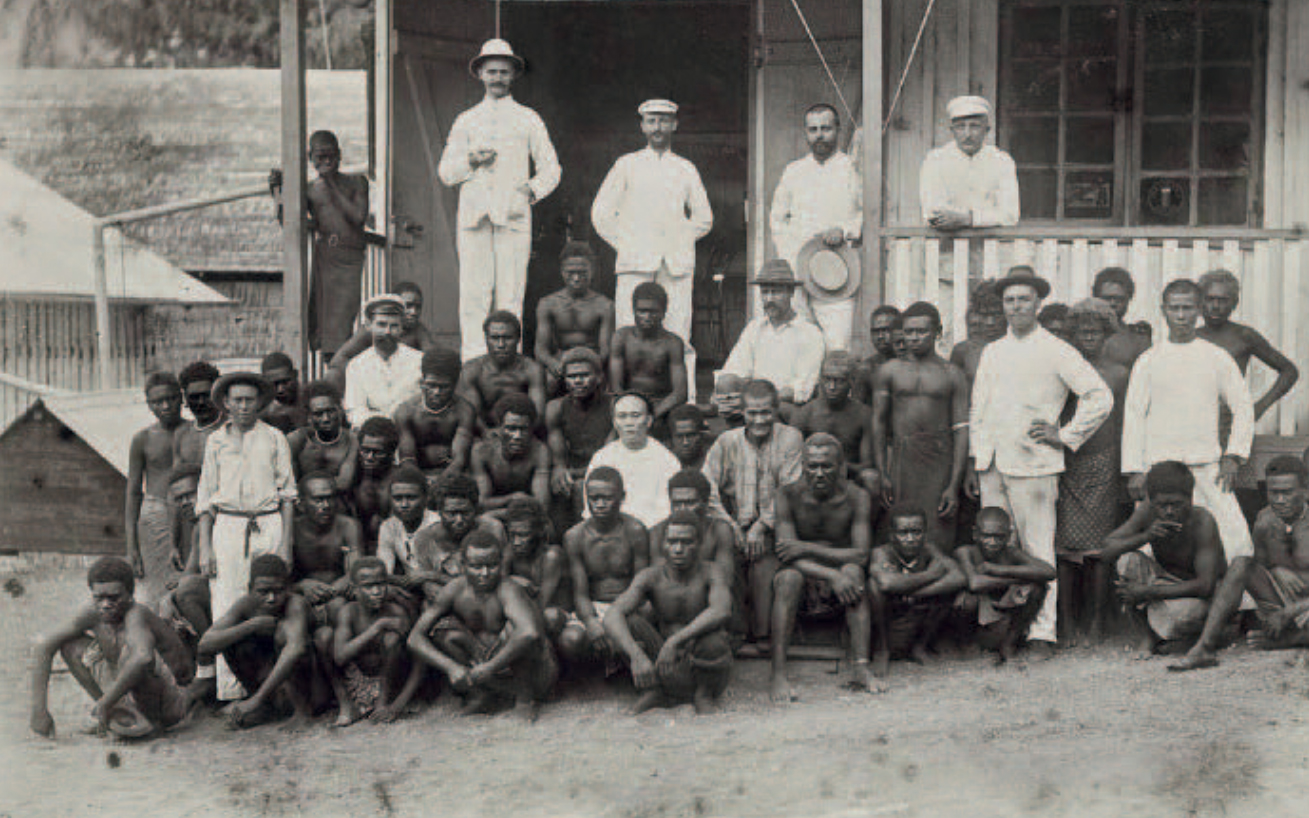
Mitarbeiter der Hernsheim & Co. in Matupi, Neubritannien, etwa 1890. Max Thiel in der hinteren Reihe hält seinen Hut in der Hand.

Ein wichtiges Nebengeschäft für Thiel und Hernsheim & Co waren ethnografische Sammlungen. Thiel hatte schnell erkannt, dass viel Geld mit diesen Sammlungen zu verdienen war, wenn man sie an Reisende in der Region oder an Museen in Europa und den USA verkaufen konnte. Seine Sammlungen lagerte er in seinem Haus auf Matupi. Da Thiel jedoch bei seinen Sammlungen nicht wissenschaftlich, sondern rein nach finanziellen Erwägungen vorging, waren seine Objekte oft schlecht beschriftet und ohne eine ordnungsgemäße Kategorisierung oder Herkunftsort. Ein Negativbeispiel für Tiehls Vorgehen ist die Sammlung von Artefakten von der Insel Wuvulu, von wo ab 1896 über 3000 Stücke entfernt wurden, ohne dass eine wissenschaftliche Aufarbeitung erfolgte. Mit den Objekten organisierte Thiel eine Ausstellung im Naturhistorischen Museum Hamburg, um die Artefakte hiernach an verschiedene Museen verkaufen zu können. Zwischen 1911 und 1921 erhielt das Museum für Völkerkunde Hamburg durch Thiel über 450 Objekte aus den pazifischen Kolonien Deutschlands, wobei es sich nach Angabe des Museums um „qualitätvolle Schenkungen“ handelte.
Da Thiel nicht über die notwendige wissenschaftliche Expertise verfügte, hatte er bereits 1902 Franz Emil Hellwig, einen ehemaligen Mitarbeiter der Deutschen Handels- und Plantagengesellschaft, eingestellt, um ihn beim Sammeln zu unterstützen. Hellwig hatte ebenfalls lange in der Region gelebt und ebenfalls große Sammlungen angehäuft.
Objekte aus den Sammlungen Thiels finden sich heute in vielen Museen in Europa und den Vereinigten Staaten.

### Thiel und das Luf-Boot
Eine Besonderheit unter Thiels Sammlungsobjekten stellt der Erwerb des sogenannten Luf-Boots dar. In seiner Funktion als Geschäftsführer von Hernsheim & Co kam Thiel 1903 nach Luf, einer Insel der Eremiten- bzw. Hermitinseln, und fand dort das seeuntüchtige Boot vor, anscheinend das letzte seiner Art. Er beauftragte zunächst neue Bug- und Heckverzierungen, da die ursprünglichen Teile bereits als separate Sammlerstücke abtransportiert worden waren. Nach Fertigstellung soll Thiel den Hermitleuten das Großboot dann „abgekauft“ haben. In der Folge wurde das Boot über Matupi und Singapur nach Hamburg verschifft. Schon zuvor, als das Boot noch bei der Hernsheim-Station auf Matupi im Wasser lag, hatte Eduard Hernsheim es verschiedenen Museen zum Kauf angeboten, wobei letztlich das Ethnologische Museum in Berlin das Boot erwarb.
Zu dem Erwerb gab es im Frühjahr 2021 eine Kontroverse, ausgelöst durch das von dem deutschen Historiker Götz Aly veröffentlichten Buch Das Prachtboot (Mai 2021) und einem Spiegel-Interview. Aly vertritt darin die Ansicht, es gebe „keinen Beweis“, dass Thiel das Boot einzelnen Eigentümern oder den Hermitinsulanern als Stammesgemeinschaft auf redliche Weise abgekauft habe. Aly ist überzeugt, Thiel habe den Hermitleuten das Boot „einfach weggenommen“, was er aus der Bemerkung Eduard Hernsheims in dessen Lebenserinnerungen ableitet, das Boot sei in „[s]eine [d. h. Hernsheims] Hände über[gegangen]“. Die Formulierung beschreibt laut Aly keinen seriösen Kauf.

### Weiterer Lebensweg
Am 16. Mai 1910 verließ Thiel Deutsch-Neuguinea und kehrte nach Deutschland zurück. Er reiste aber im selben Jahr nochmals in die Südsee und besuchte unter anderem Neuseeland, die Fidschi-Inseln und Samoa. Ab 1910 führte Thiel dann in Deutschland als Direktor und Vorstandsmitglied die nun in eine Aktiengesellschaft umgewandelte Firma Hernsheim. 1924 reiste er im Auftrag der Firma nach Batavia. Für Hernsheim blieb Thiel bis 1932 tätig. 1939 verstarb er in Hamburg.

## Auszeichnungen
- 1908: Friedrichs-Orden (Ritter I. Klasse)[9]
- 1909: Roter Adlerorden (IV. Klasse)[10]
- 1910: Albrechts-Orden (Ritter I. Klasse)[10]
- 1913: Sankt-Olav-Orden (Ritter I. Klasse)[10]